# Championnat National du Sénégal
Championnat National du Sénégal to najwyższy poziom rozgrywek klubowych w piłce nożnej w Senegalu. Liga została założona w 1966, a jej pierwszym mistrzem został zespół Olympique Thiès. Najwięcej razy mistrzem ligi została drużyna ASC Diaraf, która jedenastokrotnie sięgała po prymat.

## Kluby w sezonie 2010
| - Niary Tally Dakar - HLM Dakar - Linguère Saint-Louis - ASC Diaraf - CSS Richard-Toll - AS Douanes - Yakaar Rufisque - Dakar Université - US Ouakam Dakar |  | - RS Yoff - Port Autonome Dakar - AS Pikine - Jeanne d’Arc Dakar - Saloum Kaolack - Casa Sport Ziguinchor - Guédiawaye Dakar - Stade Mbour - US Gorée Dakar |

## Mistrzowie kraju

### Era przedligowa
- 1960 : Jeanne d’Arc Dakar
- 1961-63 : nie rozgrywano
- 1964 : Olympique Thiès
- 1965 : nie rozgrywano

### Liga amatorska
| - 1966 : Olympique Thiès - 1967 : Espoir Saint-Louis - 1968 : Foyer France Dakar - 1969 : Jeanne d’Arc Dakar - 1970 : ASC Diaraf - 1971 : ASFA Dakar - 1972 : ASFA Dakar - 1973 : Jeanne d’Arc Dakar - 1974 : ASFA Dakar - 1975 : ASC Diaraf - 1976 : ASC Diaraf - 1977 : ASC Diaraf - 1978 : US Gorée Dakar - 1979 : ASF Police Dakar - 1980 : SEIB Diourbel |  | - 1981 : US Gorée Dakar - 1982 : ASC Diaraf - 1983 : SEIB Diourbel - 1984 : US Gorée Dakar - 1985 : Jeanne d’Arc Dakar - 1986 : Jeanne d’Arc Dakar - 1987 : SEIB Diourbel - 1988 : Jeanne d’Arc Dakar - 1989 : ASC Diaraf - 1990 : Port Autonome Dakar - 1991 : Port Autonome Dakar - 1992 : ASEC Ndiambour Louga - 1993 : AS Douanes - 1994 : ASEC Ndiambour Louga |  | - 1995 : ASC Diaraf - 1996 : SONACOS Diourbel - 1997 : AS Douanes - 1998 : ASEC Ndiambour Louga - 1999 : Jeanne d’Arc Dakar - 2000 : ASC Diaraf - 2001 : Jeanne d’Arc Dakar - 2002 : Jeanne d’Arc Dakar - 2003 : Jeanne d’Arc Dakar - 2004 : ASC Diaraf - 2005 : Port Autonome Dakar - 2006 : AS Douanes - 2007 : AS Douanes - 2008 : AS Douanes |

### Liga zawodowa
- 2009: Linguère Saint-Louis
- 2010: ASC Diaraf

## Tytuły mistrzowskie według klubu
| Klub                                        | Tytuły |
| ------------------------------------------- | ------ |
| ASC Diaraf (także jako Foyer France Dakar)  | 11     |
| Jeanne d’Arc Dakar                          | 10     |
| AS Douanes                                  | 5      |
| SONACOS Diourbel (także jako SEIB Diourbel) | 4      |
| ASFA Dakar                                  | 3      |
| US Gorée Dakar                              | 3      |
| ASEC Ndiambour Louga                        | 3      |
| Port Autonome Dakar                         | 3      |
| Olympique Thiès                             | 2      |
| ASF Police Dakar                            | 1      |
| Espoir Saint-Louis                          | 1      |
| Linguère Saint-Louis                        | 1      |